# Nåd för de döda
Nåd för de döda, original Suicide Hill, är en thriller från 1986 av författaren James Ellroy. Romanen, som utgavs i Sverige 2003 på Bra Böcker i översättning av Thomas Preis, är den sista i trilogin om Lloyd Hopkins. 

## Handling
I denna sista roman möter Lloyd Hopkins åter en brutal men intelligent brottsling. Han har samtidigt problem med sina överordnade, som vill tvinga honom i pension. Hans evige fiende, polischef Frank Gaffaney, tvingas dock be Hopkins om hjälp, av djupt personliga skäl. 